# Frontiere
Frontiere è stato  un programma televisivo italiano d'inchiesta in onda su Rai 1 in seconda serata  dal 22 luglio 2016 al 25 maggio 2020 e nel sabato pomeriggio di Rai 3 dal 26 settembre 2020 al 27 maggio 2023.

## Puntate
| Edizione | Inizio            | Fine           | Conduzione     | Rete televisiva | Telespettatori | Share |
| -------- | ----------------- | -------------- | -------------- | --------------- | -------------- | ----- |
| 1        | 22 luglio 2016    | 19 agosto 2016 | Franco Di Mare | Rai 1           | 480 000        | 5,8%  |
| 2        | 22 settembre 2019 | 25 maggio 2020 | Franco Di Mare | Rai 1           | 1 600 000      | 13,4% |
| 3        | 26 settembre 2020 | 22 maggio 2021 | Franco Di Mare | Rai 3           |                |       |
| 4        | 9 ottobre 2021    | 28 maggio 2022 | Franco Di Mare | Rai 3           |                |       |
| 5        | 8 ottobre 2022    | 27 maggio 2023 | Franco Di Mare | Rai 3           |                |       |

### Prima edizione
| Messa in onda  | Titolo                         | Telespettatori | Share |
| -------------- | ------------------------------ | -------------- | ----- |
| 22 luglio 2016 | Schengen, Amsterdam, Bruxelles | 511 000        | 6,4%  |
| 29 luglio 2016 | L'Italia                       | 550 000        | 5,7%  |
| 5 agosto 2016  | Germania                       | 647 000        | 6,9%  |
| 12 agosto 2016 | Europa post Brexit             | 394 000        | 4,6%  |
| 19 agosto 2016 | Parigi                         | 330 000        | 3,2%  |

### Seconda edizione
| Messa in onda     | Titolo                               | Telespettatori | Share  | Note   |
| ----------------- | ------------------------------------ | -------------- | ------ | ------ |
| 23 settembre 2019 | La notte di Corinaldo                | 1 071 000      | 9,19%  | [ 1 ]  |
| 30 settembre 2019 | Quello che le donne dicono...        | 1 003 000      | 9,11%  | [ 2 ]  |
| 7 ottobre 2019    | L'ultima notte di Desirée            | 953 000        | 8,80%  | [ 3 ]  |
| 14 ottobre 2019   | Brexit. Il lungo addio               | 1 317 000      | 12,05% | [ 4 ]  |
| 21 ottobre 2019   | Pianeta Greta                        | 1 171 000      | 11,17% | [ 5 ]  |
| 4 novembre 2019   | C'era una volta... il Muro           | 1 086 000      | 11,88% | [ 6 ]  |
| 11 novembre 2019  | La corte dei miracoli                | 1 298 000      | 12,20% | [ 7 ]  |
| 18 novembre 2019  | Razzista, io?                        | 943 000        | 5,82%  | [ 8 ]  |
| 25 novembre 2019  | Zitta tu!                            | 886 000        | 7,76%  | [ 9 ]  |
| 2 dicembre 2019   | Venezia, la nostra Atlantide?        | 960 000        | 8,18%  | [ 10 ] |
| 9 dicembre 2019   | Piazza Fontana. La fine del Miracolo | 966 000        | 9,72%  | [ 11 ] |
| 16 dicembre 2019  | Italia in chiaroscuro                | 985 000        | 9,03%  | [ 12 ] |
| 10 febbraio 2020  | La storia negata                     | 1 377 000      | 12,53% | [ 13 ] |
| 17 febbraio 2020  | Paura virale                         | 1 357 000      | 13,17% | [ 14 ] |
| 24 febbraio 2020  | Contagio                             | 1 668 000      | 14,30% | [ 15 ] |
| 2 marzo 2020      | Danni collaterali                    | 1 337 000      | 12,26% | [ 16 ] |
| 9 marzo 2020      | Io resto a casa                      | 2 447 000      | 23,94% | [ 17 ] |
| 16 marzo 2020     | Il virus e l'orgoglio                | 2 448 000      | 16,28% | [ 18 ] |
| 23 marzo 2020     | La lunga attesa                      | 1 388 000      | 10,28% | [ 19 ] |
| 30 marzo 2020     | La cura                              | 1 804 000      | 12,02% | [ 20 ] |
| 6 aprile 2020     | Che fare?                            | 1 783 000      | 11,07% | [ 21 ] |
| 13 aprile 2020    | Resurrezione                         | 1 612 000      | 10,30% | [ 22 ] |
| 20 aprile 2020    | Milano, Italia                       | 1 816 000      | 12%    | [ 23 ] |
| 27 aprile 2020    | Fate presto!                         | 1 657 000      | 10,37% | [ 24 ] |
| 4 maggio 2020     | Il futuro, oggi                      | 1 472 000      | 11,43% | [ 25 ] |
| 11 maggio 2020    |                                      | 1 690 000      | 12,16% | [ 26 ] |
| 18 maggio 2020    | E la chiamano estate                 | 1 485 000      | 12,27% | [ 27 ] |
| 25 maggio 2020    | L'anno che verrà                     | 1 259 000      | 12,38% | [ 28 ] |

### Terza edizione
| Messa in onda     | Titolo                               | Telespettatori | Share | Note   |
| ----------------- | ------------------------------------ | -------------- | ----- | ------ |
| 26 settembre 2020 | Corsa contro il tempo                | 487 000        | 4,03% | [ 29 ] |
| 3 ottobre 2020    | Ancora Trump?                        | 458 000        | 3,73% | [ 30 ] |
| 10 ottobre 2020   | Punto e a capo                       | 506 000        | 4,31% | [ 31 ] |
| 17 ottobre 2020   | Navalny doveva morire                | 532 000        | 4,50% | [ 32 ] |
| 24 ottobre 2020   | L'inverno del nostro scontento       | 978 000        | 7,14% | [ 33 ] |
| 31 ottobre 2020   | Italia chiusa per virus              | 611 000        | 4,53% | [ 34 ] |
| 7 novembre 2020   | I giorni dell'ira                    | 894 000        | 6,25% | [ 35 ] |
| 14 novembre 2020  | I colori della paura                 | 879 000        | 6,00% | [ 36 ] |
| 21 novembre 2020  | La speranza                          | 883 000        | 5,45% | [ 37 ] |
| 28 novembre 2020  | L'e-commerce                         | 856 000        | 5,31% | [ 38 ] |
| 12 dicembre 2020  | Lunga convalescenza                  | 869 000        | 5,97% | [ 39 ] |
| 19 dicembre 2020  | 2020. Oggetti smarriti               | 751 000        | 5,40% | [ 40 ] |
| 9 gennaio 2021    | Vaccino e pregiudizio                | 1 094 000      | 6,79% | [ 41 ] |
| 16 gennaio 2021   | Pane e pandemia                      | 894 000        | 6,06% | [ 42 ] |
| 23 gennaio 2021   | Generazione Covid                    | 807 000        | 5,22% | [ 43 ] |
| 30 gennaio 2021   | Un anno di Covid                     | 912 000        | 6,22% | [ 44 ] |
| 6 febbraio 2021   | Rebus Covid                          | 828 000        | 6,09% | [ 45 ] |
| 13 febbraio 2021  | Colpiti al cuore                     | 775 000        | 5,14% | [ 46 ] |
| 20 febbraio 2021  | Camici bianchi                       | 610 000        | 4,78% | [ 47 ] |
| 27 febbraio 2021  | Sanremo è Sanremo                    | 789 000        | 6,31% | [ 48 ] |
| 6 marzo 2021      | Cari amici vicini e lontani          | 954 000        | 6,5%  | [ 49 ] |
| 13 marzo 2021     | Benvenuta al Sud... la fiction       | 773 000        | 6,01% | [ 50 ] |
| 20 marzo 2021     | Odissea vaccini                      | 835 000        | 5,53% | [ 51 ] |
| 3 aprile 2021     | Sotto il cielo del Congo             | 428 000        | 3,04% | [ 52 ] |
| 10 aprile 2021    | Io penso positivo                    | 690 000        | 5%    | [ 53 ] |
| 17 aprile 2021    | Isole del tesoro                     | 622 000        | 4,51% | [ 54 ] |
| 24 aprile 2021    | Alfabeto vaccinale                   | 543 000        | 4,75% | [ 55 ] |
| 8 maggio 2021     | La guerra è finita?                  | 545 000        | 4,99% | [ 56 ] |
| 15 maggio 2021    | Sud e Recovery Plan: ultima chiamata | 596 000        | 4,79% | [ 57 ] |
| 22 maggio 2021    | Italiani senza frontiere             | 551 000        | 4,41% | [ 58 ] |

### Quarta edizione
| Messa in onda    | Titolo                                            | Telespettatori | Share | Note   |
| ---------------- | ------------------------------------------------- | -------------- | ----- | ------ |
| 9 ottobre 2021   | No Vax? No grazie!                                | 571 000        | 5,15% | [ 59 ] |
| 16 ottobre 2021  | Italia senza Ali                                  | 576 000        | 5,31% | [ 60 ] |
| 23 ottobre 2021  | Alla canna del gas                                | 575 000        | 5,27% | [ 61 ] |
| 30 ottobre 2021  | A che gioco giochiamo?                            | 494 000        | 4,36% | [ 62 ] |
| 6 novembre 2021  | Ultimo miglio                                     | 849 000        | 6,86% | [ 63 ] |
| 13 novembre 2021 | Ci stanno rubando il Natale                       | 718 000        | 5,82% | [ 64 ] |
| 20 novembre 2021 | Paura quarta ondata                               | 784 000        | 6,48% | [ 65 ] |
| 4 dicembre 2021  | Paura e pregiudizio                               | 817 000        | 6,40% | [ 66 ] |
| 11 dicembre 2021 | Italia in bianco e nero                           | 879 000        | 6,77% | [ 67 ] |
| 8 gennaio 2022   | Il successore                                     | 1 011 000      | 7,34% | [ 68 ] |
| 15 gennaio 2022  | A che punto è la notte                            | 888 000        | 6,67% | [ 69 ] |
| 22 gennaio 2022  | Benvenuto Presidente!                             | 977 000        | 7,49% | [ 70 ] |
| 5 febbraio 2022  | Un po' di musica leggera anzi... leggerissima     | 1 042 000      | 7,74% | [ 71 ] |
| 12 febbraio 2022 | Dopo Mani pulite... la Guerra dei trent'anni      | 674 000        | 5,42% | [ 72 ] |
| 19 febbraio 2022 | Magistratura e politica. La Guerra dei trent'anni | 655 000        | 5,3%  | [ 73 ] |

### Quinta edizione
| Messa in onda    | Titolo                                | Telespettatori | Share | Note          |
| ---------------- | ------------------------------------- | -------------- | ----- | ------------- |
| 8 ottobre 2022   | God Save the King                     | 435 000        | 5,26% | [ 74 ]        |
| 15 ottobre 2022  | Guerra e pace?                        | 477 000        | 5,57% | [ 75 ]        |
| 22 ottobre 2022  | C'è chi dice di no!                   | 569 000        | 6,3%  | [ 76 ]        |
| 29 ottobre 2022  | Autocrazia, il fascino discreto       | 474 000        | 6%    | [ 77 ]        |
| 5 novembre 2022  | Un disperato bisogno di energia       | 579 000        | 5,81% | [ 78 ]        |
| 12 novembre 2022 | Giorni di ordinaria follia            | 560 000        | 5,82% | [ 79 ]        |
| 19 novembre 2022 | Le frontiere dei Mondiali             | 643 000        | 5,84% | [ 80 ]        |
| 26 novembre 2022 | Iran. Donne Vita Libertà              | 264 000        | 3,30% | [ 81 ] [ 82 ] |
| 3 dicembre 2022  | Il Paese delle tragedie annunciate    | 804 000        | 6,39% | [ 83 ]        |
| 10 dicembre 2022 | Food and the city                     | 680 000        | 4,76% | [ 84 ]        |
| 17 dicembre 2022 | C'era una volta E.T.                  | 424 000        | 3,49% | [ 85 ]        |
| 7 gennaio 2023   | L'anno IV dell'era Covid              | 695 000        | 6,38% | [ 86 ]        |
| 14 gennaio 2023  | Il Piccolo Principe                   | 650 000        | 6,25% | [ 87 ]        |
| 21 gennaio 2023  | La guerra non è finita                | 694 000        | 6,26% | [ 88 ]        |
| 28 gennaio 2023  | Cinquanta sfumature di... zona grigia | 647 000        | 6,11% | [ 89 ]        |
| 4 febbraio 2023  | Sanremo tra fiori e cannoni           | 581 000        | 5,63% | [ 90 ]        |
| 11 febbraio 2023 | Una Repubblica fondata su Sanremo     | 1 059 000      | 9,28% | [ 91 ]        |
| 18 febbraio 2023 | Ucraina, l'anno senza fine            | 590 000        | 6,19% | [ 92 ]        |
| 25 febbraio 2023 | Da che parte stiamo                   | 535 000        | 4,96% | [ 93 ]        |
| 4 marzo 2023     | Con l'acqua alla gola                 | 448 000        | 4,40% | [ 94 ]        |
| 11 marzo 2023    | Il sud... sempre più a sud            | 506 000        | 5,36% | [ 95 ]        |
| 18 marzo 2023    | Siamo agli sgoccioli?                 | 456 000        | 4,80% | [ 96 ]        |
| 25 marzo 2023    | Il ponte in sospeso                   | 535 000        | 6%    | [ 97 ]        |
| 1º aprile 2023   | Cinquanta sfumature di gricia         | 523 000        | 5,93% | [ 98 ]        |
| 8 aprile 2023    | Tempi di passione                     | 384 000        | 4,17% | [ 99 ]        |
| 15 aprile 2023   | La guerra delle spie                  | 543 000        | 5,65% | [ 100 ]       |
| 22 aprile 2023   | Italiani poca gente                   | 425 000        | 5,38% | [ 101 ]       |
| 29 aprile 2023   | Napoli riparte da tre                 | 486 000        | 5,51% | [ 102 ]       |
| 6 maggio 2023    | La verità, vi prego, sulla pace       | 350 000        | 3,97% | [ 103 ]       |
| 13 maggio 2023   | L'intelligenza artificiale, noi e lei | 413 000        | 3,90% | [ 104 ]       |
| 20 maggio 2023   | La carica dei batteri                 | 442 000        | 3,95% | [ 105 ]       |
| 27 maggio 2023   | Tempi estremi                         | 391 000        | 4,18% | [ 106 ]       |

## Puntate speciali

### Morte di Giulio Regeni
Il 4 febbraio 2017, a quasi sei mesi dalla fine della trasmissione, va in onda, in seconda serata, uno speciale dedicato al primo anniversario dalla morte di Giulio Regeni. Il titolo è Tutto il male del mondo, tratto da una dichiarazione della madre del ragazzo, presente in puntata. Lo speciale viene seguito da 1 041 000 spettatori per il 12,1% di share.

### Tragedia di Rigopiano
Il 30 dicembre 2017 va in onda uno speciale dedicato alla valanga di Rigopiano, quasi a un anno dall'avvenimento. Il titolo è Ritorno a Rigopiano e va ancora una volta in onda in seconda serata. Lo speciale viene seguito da 1 326 000 telespettatori con il 10,3% di share.

### Pandemia di COVID-19
Il 20 e 27 marzo 2020 vanno in onda, in seconda serata, due speciali dedicati alla pandemia di COVID-19 in Italia.
| Messa in onda | Titolo                 | Telespettatori | Share | Note    |
| ------------- | ---------------------- | -------------- | ----- | ------- |
| 20 marzo 2020 | Diario di una pandemia | 1 291 000      | 8,36% | [ 107 ] |
| 27 marzo 2020 | Diario di una pandemia | 722 000        | 4,74% | [ 108 ] |

### Fiction
Il 18 aprile 2020 va in onda, nel primo pomeriggio, uno speciale dedicato alla fiction. Il titolo è C'era una volta il Sud. Lo speciale viene seguito da 1 802 000 telespettatori con il 9% di share.

### Giorno del ricordo
Il 10 febbraio 2021 va in onda, nel primo pomeriggio, uno speciale dedicato al Giorno del ricordo. Il titolo è La storia negata. Lo speciale viene seguito da 627 000 telespettatori con il 4,8% di share.

### Incidente di Vermicino
Il 13 giugno 2021 va in onda, in access prime time, uno speciale dedicato al 40º anniversario dell'incidente di Vermicino. Il titolo è Vermicino, l'Italia nel pozzo. Lo speciale viene seguito da 618 000 telespettatori con il 3,32% di share.

### G8 di Genova
Il 20 luglio 2021 va in onda, alle 22:55, uno speciale dedicato di fatti del G8 di Genova del 2001. Il titolo è Noi, che abbiamo visto Genova... Lo speciale viene seguito da 839 000 telespettatori con il 6,61% di share.

### Giochi della XXXII Olimpiade
Il 22 luglio 2021 va in onda, in seconda serata, uno speciale dedicato ai giochi della XXXII Olimpiade. Il titolo è Giochi senza Frontiere?. Lo speciale viene seguito da 626 000 telespettatori con il 5,44% di share.

### Rinascita dell'Emirato islamico dell'Afghanistan
Il 20 agosto 2021 va in onda, in prima serata, uno speciale dedicato alla rinascita dell'Emirato islamico dell'Afghanistan. Il titolo è Fuga da Kabul. Lo speciale viene seguito da 737 000 telespettatori con il 5,2% di share.

### Attentati dell'11 settembre 2001
L'11 settembre 2021 va in onda, nel primo pomeriggio, uno speciale dedicato agli attentati dell'11 settembre 2001. Il titolo è C'era una volta... l'America. Lo speciale viene seguito da 580 000 telespettatori con il 5,06% di share.

### Elezioni federali in Germania
Il 26 settembre 2021 va in onda, in seconda serata, uno speciale dedicato alle elezioni federali in Germania. Il titolo è L'Angela sopra Berlino. Lo speciale viene seguito da 465 000 telespettatori con il 3,10% di share. La presentazione dello speciale, in onda in access prime time, è stata invece seguita da 653 000 telespettatori con il 3,10% di share.

### Istituzione della DIA
Il 29 ottobre 2021 va in onda, in seconda serata, uno speciale dedicato al 30º anniversario dell'istituzione della DIA. Il titolo è 30 anni della DIA. Lo speciale viene seguito da 584 000 telespettatori con il 2,92% di share.

### Giornata internazionale per l'eliminazione della violenza contro le donne
Il 25 novembre 2021 va in onda, in prima serata, uno speciale dedicato alla Giornata internazionale per l'eliminazione della violenza contro le donne. Il titolo è Gli uomini non cambiano. Lo speciale viene seguito da 368 000 telespettatori con l'1,9% di share.

### Guerra in Ucraina
Da sabato 26 febbraio a sabato 28 maggio 2022 vanno in onda una serie di speciali dedicati alla Guerra in Ucraina.
| Messa in onda    | Orario      | Collocazione         | Titolo                                  | Telespettatori | Share | Note    |
| ---------------- | ----------- | -------------------- | --------------------------------------- | -------------- | ----- | ------- |
| 26 febbraio 2022 | 16:30-19:00 | Day-time sabato      | Ucraina, così lontana così vicina       | 953 000        | 6,60% | [ 119 ] |
| 5 marzo 2022     | 16:30-19:00 | Day-time sabato      | La lunga notte dell'Ucraina             | 831 000        | 5,88% | [ 120 ] |
| 12 marzo 2022    | 16:30-19:00 | Day-time sabato      | Guerra contro i civili                  | 832 000        | 5,92% | [ 121 ] |
| 19 marzo 2022    | 16:30-19:00 | Day-time sabato      | Massacri e negoziati                    | 700 000        | 5,01% | [ 122 ] |
| 26 marzo 2022    | 16:30-19:00 | Day-time sabato      | Senza tregua                            | 654 000        | 5,39% | [ 123 ] |
| 2 aprile 2022    | 16:30-19:00 | Day-time sabato      | Bombe, negoziati, bombe                 | 666 000        | 4,87% | [ 124 ] |
| 9 aprile 2022    | 16:30-19:00 | Day-time sabato      | La settimana degli orrori               | 656 000        | 5,23% | [ 125 ] |
| 21 aprile 2022   | 21:20-24:00 | Prima serata giovedì | Che storia è questa? La guerra di Putin | 469 000        | 2,45% | [ 126 ] |
| 23 aprile 2022   | 18:00-19:00 | Day-time sabato      | Resistere! Resistere! Resistere?        | 544 000        | 4,18% | [ 127 ] |
| 30 aprile 2022   | 18:00-19:00 | Day-time sabato      | Senza tregua                            | 494 000        | 4,52% | [ 128 ] |
| 7 maggio 2022    | 18:00-19:00 | Day-time sabato      | Disinformazia                           | 545 000        | 4,81% | [ 129 ] |
| 14 maggio 2022   | 16:30-17:30 | Day-time sabato      | Colpo su colpo                          | 395 000        | 4,14% | [ 130 ] |
| 21 maggio 2022   | 16:30-17:30 | Day-time sabato      | Dei delitti e delle pene                | 373 000        | 3,66% | [ 131 ] |
| 28 maggio 2022   | 16:30-17:30 | Day-time sabato      | La guerra di Putin                      | 328 000        | 2,96% | [ 132 ] |